# 孔圣佑
孔圣佑（998年—1032年），字福卿，宋朝时兖州曲阜县人。孔子四十六代孫，孔光嗣玄孙，孔仁玉曾孙，孔宜之孙，孔延世之子。
景德三年（1006年），宋真宗赐他学究出身，大中祥符元年（1008年），宋真宗到泰山封禅。孔圣佑十一岁，参加封禅大典。宋真宗赐给他绿色官服陪位，缀立于京官班后。封禅结束之后，宋真宗在孔圣佑陪同下，到曲阜县祭祀孔子。于是赏赐孔圣佑祭田一百顷、钱三十万，帛三百匹、御书一百五十卷。宋真宗崇信道教，大中祥符五年（1012年），改曲阜县为仙源县，任命孔圣佑为太常寺奉礼郎，后任大理寺評事。天禧五年（1021年），朝廷任命他以光禄寺丞知仙源县事，袭封文宣公，为第十二代文宣公。改为赞善大夫。宋仁宗天圣十年（1032年），孔圣佑在太子中允任上去世。享年三十五岁去世，没有子嗣，他的堂弟孔宗愿袭位。
| 前任： 孔延世 | 北宋文宣公 1021年—1032年 | 繼任： 孔宗愿 |

## 参看
- 孔子
- 孔子世家大宗世系
- 孔子世系
- 孔子世家大宗世系图
- 孔子世家四支和五位的世系图